# Liste speläotherapeutischer Einrichtungen in Deutschland
Die Liste speläotherapeutischer Einrichtungen in Deutschland enthält eine Auflistung von Bergwerken und Höhlen, in denen Speläotherapien durchgeführt werden. Ein Teil der Einrichtungen ist im Deutschen Heilstollenverband organisiert.
| Name                                                                  | Ort                    | Bundesland        | seit  |
| --------------------------------------------------------------------- | ---------------------- | ----------------- | ----- |
| Tiefer Stollen                                                        | Wasseralfingen         | Baden-Württemberg | 1989  |
| Salzheilstollen Berchtesgaden „Gesundheitseinfahrten“; keine Therapie | Berchtesgaden          | Bayern            | 1990  |
| Bodenmaiser Heilstollen                                               | Bodenmais              | Bayern            |       |
| Fürstenzeche Lam                                                      | Bodenmais              | Bayern            | ~2004 |
| Kilianstollen                                                         | Marsberg               | NRW               | 1984  |
| Eisensteinstollen                                                     | Bad Grund              | Niedersachsen     | 2009  |
| Abela-Heilstollen                                                     | Bad Fredeburg          | NRW               | 1998  |
| Kluterthöhle                                                          | Ennepetal              | NRW               | 1954  |
| Teufelsgrund                                                          | Münstertal/Schwarzwald | Baden-Württemberg |       |
| Hella-Glück-Stollen                                                   | Neubulach              | Baden-Württemberg |       |
| Teufelshöhle                                                          | Pottenstein            | Bayern            | 1982  |
| Feengrotten                                                           | Saalfeld               | Thüringen         | 1937  |
| Morassina                                                             | Schmiedefeld           | Thüringen         | 1996  |
| Marie-Louise-Stollen „Gesundheitseinfahrten“; keine Therapie          | Berggießhübel          | Sachsen           |       |
| Zinngrube „Am Sauberg“                                                | Ehrenfriedersdorf      | Sachsen           |       |